# جو غالاغير (لاعب كرة قاعدة)
جو غالاغير (بالإنجليزية: Joe Gallagher)‏ هو لاعب كرة قاعدة أمريكي، ولد في 7 مارس 1914 في بوفالو في الولايات المتحدة، وتوفي في 25 فبراير 1998 في هيوستن في الولايات المتحدة.

## وصلات خارجية
- جو غالاغير على موقعبيزبول رفرنس.كوم (الدوري الرئيسي) (الإنجليزية)
- جو غالاغير على موقعبيزبول رفرنس.كوم (الدوري الثانوي) (الإنجليزية)